# ストールスタッド
ストールスタッド (SS Storstad) は1910年にニューカッスル・アポン・タインでアームストロング・ホイットワース (Armstrong, Whitworth & Co Ltd.) により建造された 6,028 GRT のノルウェーの石炭船である。この船は第一次世界大戦中の1917年3月8日にドイツ潜水艦U-62に雷撃され沈没した。
ストールスタッドはエンプレス・オブ・アイルランドと衝突し同船を沈没させ1,000人以上の死者を出した事故で最もよく知られている。

## エンプレス・オブ・アイルランドとの事故
ストールスタッドはドミニオン石炭会社の石炭を積載してノバスコシア州シドニーからケベックへ向かっていた。
1914年5月29日、ストールスタッドはポワント＝オー＝ペール付近のセントローレンス川でエンプレス・オブ・アイルランドと衝突し、エンプレス・オブ・アイルランドの船体に14-フート (4.3 m)の穴を開けた。エンプレス・オブ・アイルランドは14分で沈没し、乗客・乗員合わせて1,012人が死亡した。生存者は465人であった。事故当時の当直は一等航海士のアルフレッド・トフテンス (Alfred Toftenes) であった。ストールスタッドは沈没せず、救助を支援するためすぐそばに停船しその後船首に損傷を受けていたがケベックの港に到着した。
エンプレス・オブ・アイルランドの所有者であったカナダ太平洋鉄道はストールスタッドの所有者に$2,000,000の賠償を請求した。補償として、ストールスタッドは和解の一環としてカナダ太平洋鉄道に与えられた。ストールスタッドは$175,000で売却された。この船はノルウェー・クリスチャニアの Dampskibs Klaveness A/S が購入し、A. F. Klaveness & Co により運航された。

## 喪失
第一次世界大戦中の1917年3月8日、ストールスタッドはファストネット・ロックから45海里 (83 km)南西の大西洋上（北緯51度20分 西経11度50分 / 北緯51.333度 西経11.833度）でドイツ帝国海軍のU-62に撃沈された。これによりストールスタッドの乗員3人が死亡した。